# Corchorus deccanensis
Corchorus deccanensis là một loài thực vật có hoa trong họ Cẩm quỳ. Loài này được H.B.Singh & M.V.Viswan. mô tả khoa học đầu tiên năm 1990.